# Lambert Sachs

Selbstporträt

Familienwappen Sachs

Ursprüngliches Wappen des Hofschlossermeisters Georg Sachs, 1596

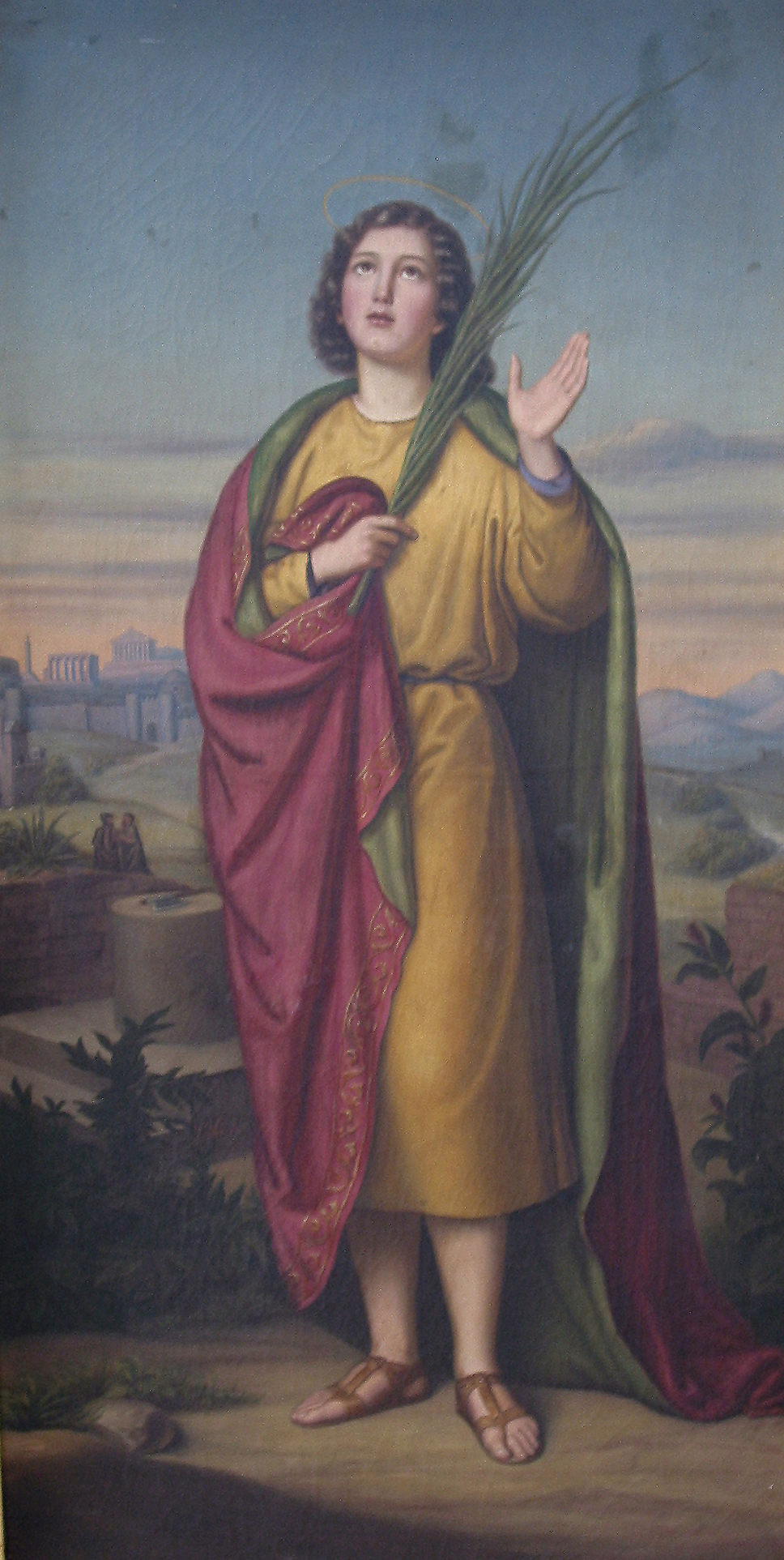
Pankratius, Katholische Kirche Offenburg-Windschläg

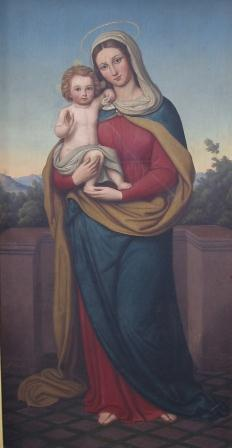
Madonna mit Kind, Katholische Kirche Offenburg-Windschläg

Lambert Sachs (* 15. November 1818 in Mannheim; † 14. Oktober 1903 in Freiburg) war ein deutsch-amerikanischer Maler (und Fotograf).

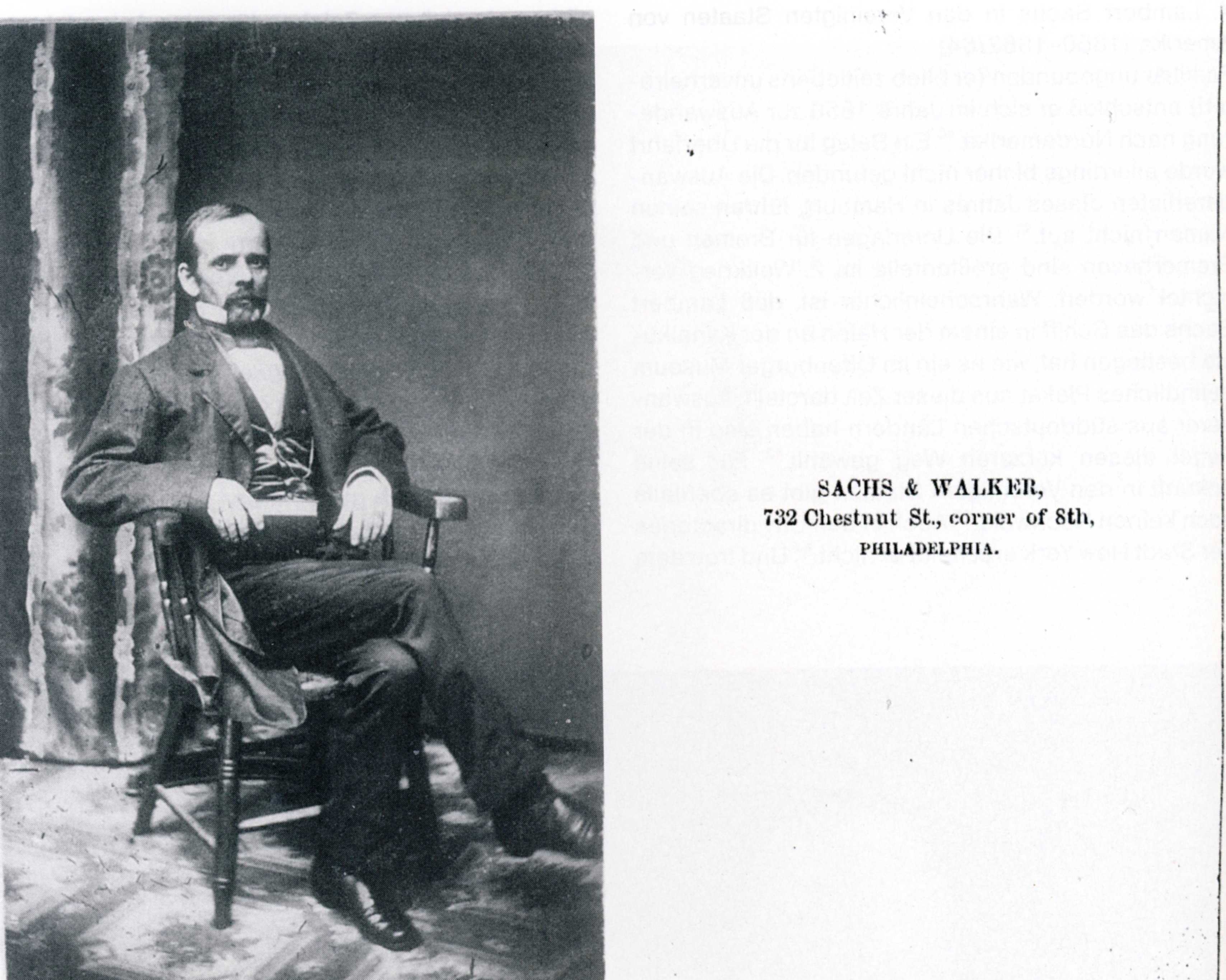
Visitenkarte, evtl. Louis Walker, Geschäftspartner

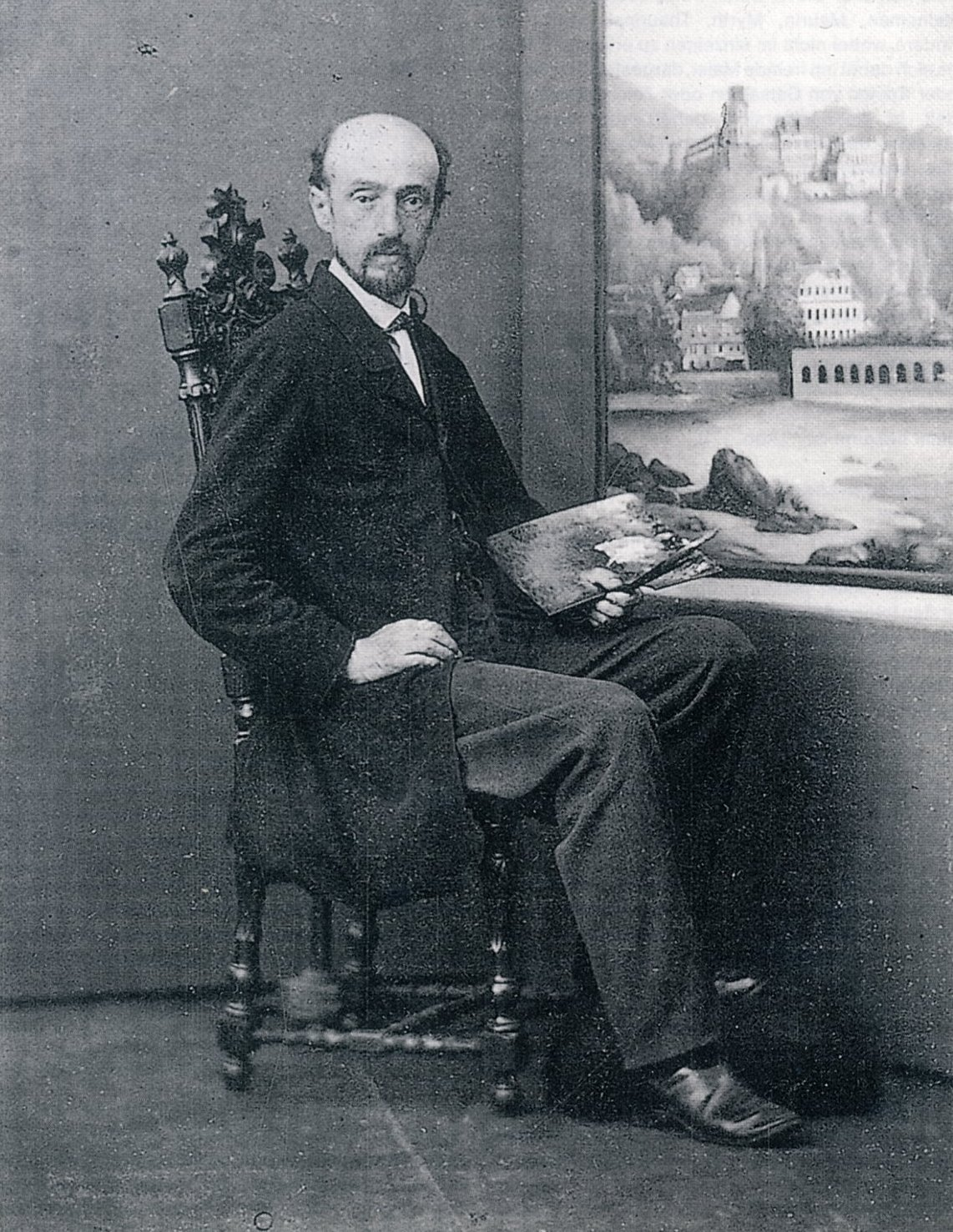
Visitenkarte Lambert Sachs im Heidelberger Atelier

## Familie
Seine Eltern waren der Professor am Großherzoglichen Lyceum Mannheim Carl Borromäus (Bartholomäus) Sachs und dessen Ehefrau Anna Margaretha Maria Catherina Sachs aus Worms. Die Geschichte dieses Stammes der Familie Sachs, aus der auch mehrere geadelte Linien hervorgegangen sind, kann urkundlich bis Nürnberg 1491/92 zurückgeführt werden. Ein Familienwappen mit einem Vogel Strauß, der einen Schlüssel im Schnabel hält (als Zeichen für den Schlosserberuf, aus dem die Familie ursprünglich stammte) wird seit 1596 geführt (vor allem für die Verdienste des Schlossermeisters Georg Sachs um Mitarbeit am Bau des Schlosses in Neuburg an der Donau).

## Lebenslauf
Lambert Sachs besuchte von April 1832 die Großherzogliche Gemäldegalerie in Mannheim, um bei den Professoren Götzenberger und Weber eine Ausbildung zu machen. 1835 besuchte er dann die Kunstakademie in Karlsruhe (die „Karlsruher Kunstschule“ wurde allerdings offiziell erst 1854 gegründet). Immerhin wurde er schon 1835 als Teilnehmer an den Ausstellungen des Badischen und auch des Rheinischen Kunstvereins genannt. Für 1840 wie auch für 1841 zahlte ihm der Fonds für Künstler und Wissenschaften ein Stipendium. Dies wurde ihm jedoch als Eleve der Königlichen Akademie in München zuerkannt. Demnach war Lambert Sachs schon 1839 (bis 1845) an die dortige Kunstakademie gewechselt. Aus diesen Jahren sind schon zahlreiche Skizzen und Lithographien, aber auch großformatige Porträts, vor allem aus seinem Familienbereich, bekannt. Studienreisen führten ihn in diesen Jahren in die bayerischen Alpen und in die Schweiz, außerdem nach Österreich, Südtirol, Slowenien und Italien. Neben Zeichnungen von einer Rheinreise sind auch Werke aus Offenburg, Trier und Paris nachweisbar.

### Auswanderung in die Vereinigten Staaten von Amerika
Vermutlich als Folge der Badischen Revolution entschloss sich der familiär ungebundene Künstler im Jahre 1850 zur Auswanderung in die Vereinigten Staaten von Amerika. Für seine Ankunft in Übersee gibt es bisher noch keinen dokumentarischen Nachweis. Allerdings enthält seine Malmappe eine zeichnerische Silhouette einer amerikanischen Stadt (wahrscheinlich New York) mit eigenhändiger Datierung „1850“. Ein weiterer Hinweis ist ein 1993 bei Sotheby’s versteigertes Kinderbild aus New York, datiert 1851. Ob Lambert Sachs dort ein Atelier betrieben hat, ist nicht bekannt. Die „Familiennachrichten Sachs“ (erschienen von 1877 bis 1908 in Freiburg im Breisgau und Baden-Baden) berichten allerdings von einer Tätigkeit in USA als Maler und Fotograf. Demnach muss der Künstler noch zusätzlich in diesem neuen Metier tätig geworden sein.
Einige Jahre später begab sich Lambert Sachs nach Philadelphia, wo er neben seiner malerischen Tätigkeit auch einige Jahre als Teilhaber des Photoateliers Sachs & Walker nachzuweisen ist. In den Ausstellungslisten der Academie of Fine Arts in Philadelphia erscheint er bereits ab 1854. Seit 1855 wird er dann als Künstler geführt. Nach Vermerk in den „Familiennachrichten Sachs“ lebte er danach noch einige Jahre als Farmer in der Wildnis, ganz allein und ohne Personal. Da er aber von dieser Tätigkeit nicht leben konnte, gibt es weitere Nachweise für einen anschließenden Aufenthalt in Ocean County, New Jersey. In Philadelphia malte er dann 1857 sein derzeit bekanntestes Gemälde The Herbert children, heute in der National Gallery of Art in Washington, D.C. (USA). Nach amerikanischen Recherchen dürfte Lambert Sachs schon zu diesem Zeitpunkt das amerikanische Bürgerrecht besessen – eventuell sogar schon kurz nach seiner Ankunft in New York angenommen – haben. Dieses hat er übrigens voller Stolz bis zu seinem Tode getragen.

### Lambert Sachs wieder in Deutschland
Aus unbekannten Gründen kehrte der Künstler Anfang der 1860er Jahre aus den USA nach Deutschland zurück. Für 1862 ist erstmals ein datiertes Familienfoto erhalten mit dem handschriftlichen Vermerk „Photographiert von Lambert Sachs in Heidelberg 1862“. Dies ist ein erster Hinweis auf sein Heidelberger Fotoatelier, in dem er aber offensichtlich wiederum nur Teilhaber war (Atelier Eduard Schultze, Heidelberg). Daneben betrieb er in dieser Stadt auch wieder ein Malerstudio. Im Kriegsjahr 1870 verließ er die Stadt und zog zu seiner weiteren Verwandtschaft nach Wertheim am Main. Dort lebte die Familie seines Bruders Carl Georg Sachs. Nach kurzem, wohl einjährigem Aufenthalt verlegte er nunmehr und auch endgültig seinen Wohnsitz nach Freiburg im Breisgau. Ein neuer Lebensabschnitt begann. Aus seiner dortigen Malerwerkstatt gingen dann in den nächsten 30 Berufsjahren noch zahlreiche Gemälde, jetzt vorwiegend Altar- und Kirchenbilder hervor. Als Fotograf war er in Freiburg nicht mehr tätig. Zuletzt zog er aus Altersgründen ins Mutterhaus der Barmherzigen Schwestern in Freiburg. Dort verstarb er – unverheiratet und kinderlos – zwei Jahre später am 14. Oktober 1903.

## Künstlerische Einordnung
Lambert Sachs ist ein Maler der ausgehenden Biedermeierzeit. Das Gesamtwerk des Künstlers, dessen Stellung in der Biedermeierzeit den Übergang von der reinen Malkunst über das Kolorieren von ersten fotografischen Aufnahmen bis zum reinen Foto und damit Zeitgeschichte dokumentiert, umfasst bisher nur ein relativ geringes Sortiment von etwa 40 Ölgemälden, einigen Lithographien und Aquarellen sowie etwa 70 Zeichnungen. Dazu kommen einige Dutzend Fotos aus seinen Ateliers. Der Mangel an eindeutig zuzuordnenden Gemälden beruht vor allem darauf, dass zahlreiche Objekte, wohl vor allem Kirchenbilder, keine Signaturen tragen bzw. noch nicht auf ihre Herkunft hin untersucht worden sind.
In den USA zählen die Werke zur sogenannten Naiven Malerei, wobei diese Art der Malerei der darstellenden Kunst keineswegs eine negative Beurteilung erfährt, vielmehr das häufig porträtierte familiäre Milieu und die jeweiligen Personen der amerikanischen bürgerlichen Gesellschaft widerspiegelt. In Deutschland wird man den Maler als seriösen Porträtisten der Biedermeierzeit bezeichnen, für den seine zeitweilige Nebentätigkeit als Fotograf wohl immer nur notwendiger Broterwerb war. So ist denn die Bezeichnung in den Kunsthandbüchern seit mehr als 100 Jahren sicher richtig: Lambert S a c h s, Maler von Mannheim, Porträtist.

## Werkverzeichnis (Auswahl)
Deutschland
- Bildnis der Familie des Offenburger Oberlehrers Kohler (Öl auf Leinwand, 54 × 63 cm, 1849). Städtisches Museum/Ritterhausmuseum Offenburg/Baden, Inv.-Nr. 3160
- Maria Margaretha Goedecke mit ihrem Sohn Gustav Goedecke (Öl auf Leinwand, 55 × 50 cm, 1847). Städtisches Museum Simeonstift, Trier.
- Bildnisse eines Ehepaars, Städtisches Museum Simeonstift, Trier.
- Porträts des Ehepaars Franz Josef und Euphrosine Stöckle aus Önsbach (Öl auf Leinwand, jeweils 53 × 63 cm, 1842). Privatbesitz.
- Porträt des Eduard Vetter (Öl auf Leinwand, 74 × 62 cm, signiert und datiert L. Sachs 1882) Augustinermuseum, Freiburg i. Br. Inv.-Nr. 3621
- St. Pankratius (Kirchenbild, Öl auf Leinwand, ca. 180 × 90 cm, 1844/45, Katholische Kirche Offenburg-Windschläg).
- Madonna mit Kind (Kirchenbild, Öl auf Leinwand, ca. 180 × 90 cm, 1844/45, Katholische Kirche Offenburg-Windschläg).
- Kinderbildnis (Eugen Trescher, 2 Jahre, Öl auf Leinwand, signiert und datiert: Lambert Sachs 1879). Freiburg i. Br. 1879
- Selbstporträt Lambert Sachs (Farbiges Selbstporträt als Junger Mann, Zeichnung, 11,5 × 9,3 cm).
- Selbstporträt Lambert Sachs (Der Maler mit Pinsel und Palette, 25 × 17 cm).
- Porträt Professor Carl Bartholomäus (Borromäus) Sachs aus Mannheim (1786–1853), Vater des Künstlers (Öl auf Leinwand, 58 × 49 cm, um 1835).
- Porträt Karl (Carl) Georg Sachs aus Mannheim (1816–1908), Bruder des Künstlers. (Öl auf Leinwand, 62 × 52,5 cm).
- Porträt Anna Maria Cäcilia Sachs (1820–1834), Schwester des Künstlers (Öl auf Leinwand, 62 × 52,5 cm).
- Porträt Anna Franziska Cäcilia Sachs (1861–1907) (Öl auf Leinwand, 32 × 25 cm).
- Porträt des Tabakfabrikanten Wilhelm Sachs aus Mannheim (Öl auf Leinwand, 63 × 53 cm, 1843).
- Porträt Gustav Goedecke, (Öl auf Leinwand, 20,5 × 16,5 cm, Architekturstudent, um 1847).

USA
- Portrait of a young Girl flanked by her two brothers in a grassy landscape.
- Portrait of a Gentleman (Exhibition Philadelphia/USA 1854)
- Full-length Portrait of a Youth, Leibrandt (Exhibition Philadelphia/USA 1854)
- Portrait Edwin Sattler (Town clerk and superintendent of schools in Union Township, Ocean County, 1856)
- Hon. Samuel Birdsal’s farm (1857), Wiretown near Barnegat New Jersey, (Öl auf Leinwand 17 × 31 cm)
- Portrait Charles Soper (resident of Barnegat, 1858)
- General Washington (im Nachlass des Lambert Sachs, Freiburg i. Br. 1903)
- The Herbert children (of Toms River) (Öl auf Leinwand, 63,3 × 80,3 cm, signiert: L. Sachs 1857) National Gallery of Art, Washington, D. C.
- George Washington in prayer at Valley Forge (collab. w/ Paul Gottlieb Daniel Weber) (Oil on canvas laid on Panel. 36,2 × 32,2 in. / 92,1 × 81,9 cm, signed, inscribed).
- Girl in pink with flowers, boy with hoop and stick (Oil on canvas, 49 × 40 in., New York, ca. 1850).
- Benjamin Franklin and his Kite (Benjamin Franklin und sein Drachen) – Entwurf – (Öl auf Leinwand, 24 × 17,9 cm, Philadelphia/USA, um 1854).
- Benjamin Franklin and his Kite (Benjamin Franklin und sein Drachen) (Öl auf Leinwand, 47 × 40 cm, Philadelphia/USA, um 1854).
- George Washington & Lafayette at the Battle of Monmouth/George Washington & Lafayette in der Schlacht von Monmouth (Öl auf Leinwand, 36 × 41,5 Zoll / 91,5 × 105,5 cm, um 1854).

Ein Werkverzeichnis für Gemälde und Zeichnungen, aber auch Fotos (Stand: 1996) findet sich in:
- Hans Joachim Bodenbach: Der Maler Lambert Sachs (1818–1903) aus Mannheim und sein Werk. In: Mannheimer Hefte 1995/1996. Mannheim 1996, S. 60–82, mit 17 Abb., davon 7 in Farbe (darunter auch drei Selbstporträts des Künstlers).

## Kunstausstellungen / Auktionen
- 1854: Philadelphia: Kunstausstellung (General Washington in Prayer at Valley Forge)
- 1976: New York: Auktion Sotheby, New York am 30. Januar 1976 (George Washington in Prayer at Valley Forge/by Lambert Sachs. Landscape by Paul Weber (1823–1916) on the reverse).
- 1998: London: Auktion Sotheby (George Washington).
- 2001: New York: Galerie Doyle, 6. November 2001, General Washington in prayer at Valley Forge (coll. w/ Paul Gottlieb Daniel Weber).
- 2006: New York: Galerie Harvey Weinstein Fine Antiques (George Washington: A Portrayal of George Washington at Valley Forge, praying).
- 2011: New York: Sotheby, 21. Januar 2011 (Girl in pink with flowers, boy with hoop and stick, ca. 1850).